# Steve Vander Ark
Steve Vander Ark (27 dicembre 1957) è uno scrittore statunitense, creatore del sito The Harry Potter Lexicon.

## Biografia
Nato in California, all'età di tre anni si è trasferito a Cutlerville, nel Michigan.
Nel 2000 ha creato The Harry Potter Lexicon, il più noto sito web correlato alla saga di Harry Potter, con l'intento di creare un'enciclopedia per raccogliere e organizzare tutte le informazioni tratte dai libri; il sito è diventato in breve tempo uno dei favoriti dai fan dei libri, raccogliendo anche i complimenti dalla stessa J. K. Rowling, che ha dichiarato di averlo a volte consultato per controllare alcuni dati.
Nell'agosto 2007 la casa editrice RDR Books ha proposto a Vander Ark di pubblicare un'enciclopedia dedicata a Harry Potter basata sul sito del Lexicon. La pubblicazione di tale libro è stata però al centro di una disputa legale con la Rowling, che ha accusato la casa editrice di violazione di copyright; il libro Lexicon. Guida non autorizzata ai romanzi e al mondo di Harry Potter è stato quindi pubblicato solo nel gennaio 2009, dopo la perdita della causa da parte della RDR Books e la conseguente riscrittura del libro da parte di Vander Ark in modo da venire incontro alle richieste della Rowling.
Vander Ark ha pubblicato altri due libri sulla saga di Harry Potter: In Search of Harry Potter, un libro di viaggio sui luoghi citati nei romanzi, e A Reader's Guide to Book One: Philosopher's Stone, un'analisi del primo libro, Harry Potter e la pietra filosofale.

## Opere
- In Search of Harry Potter, 2008
  - (EN) Steve Vander Ark, In Search of Harry Potter, Methuen Publishing Ltd, 2008, ISBN 978-0413776679.

- The Lexicon: An Unauthorized Guide to Harry Potter Fiction and Related Materials, 2009 (Lexicon. Guida non autorizzata ai romanzi e al mondo di Harry Potter)
  - (EN) Steve Vander Ark, The Lexicon: An Unauthorized Guide to Harry Potter Fiction and Related Materials, con John Kearns, Lisa Bunker, Belinda Hobbs, Muskegon, RDR Books, 2009, ISBN 978-1571431745.
  - (IT) Steve Vander Ark, Lexicon. Guida non autorizzata ai romanzi e al mondo di Harry Potter, con John Kearns, Lisa Bunker, Belinda Hobbs, Milano, Edizioni Piemme, 2009, ISBN 978-88-384-9933-3.

- A Reader's Guide to Book One: Philosopher's Stone, 2011
  - (EN) Steve Vander Ark, A Reader's Guide to Book One: Philosopher's Stone, 2011, ASIN B005LAW9ZS.